# Melitturga flavomarginata
Melitturga flavomarginata är en biart som beskrevs av Patiny 2000. Melitturga flavomarginata ingår i släktet Melitturga och familjen grävbin. Inga underarter finns listade i Catalogue of Life.